# Batu Jong Jong
Batu Jong Jong is een bestuurslaag in het regentschap Langkat van de provincie Noord-Sumatra, Indonesië. Batu Jong Jong telt 1518 inwoners (volkstelling 2010).